# Odontolytes angusticollis
Odontolytes angusticollis är en skalbaggsart som beskrevs av Schmidt 1909. Odontolytes angusticollis ingår i släktet Odontolytes och familjen Aphodiidae. Inga underarter finns listade i Catalogue of Life.